# Łubno Szlacheckie

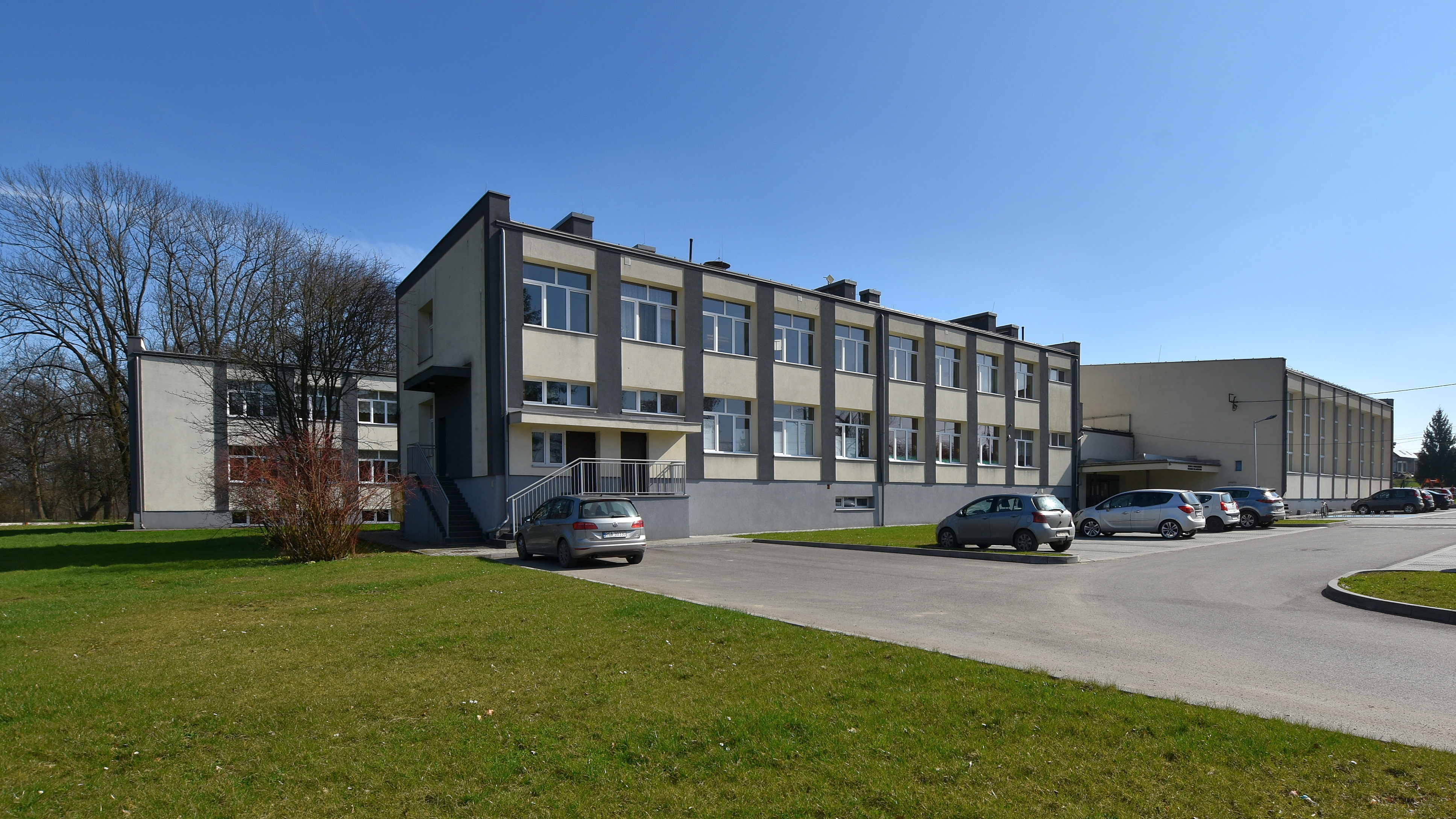
Szkoła

Łubno Szlacheckie – wieś w Polsce położona w województwie podkarpackim, w powiecie jasielskim, w gminie Tarnowiec.
Zdobycie Łubna Szlacheckiego 13 września 1944 przez żołnierzy 38 Armii 1 Frontu Ukraińskiego Armii Czerwonej, zakończyło panowanie reżimu III Rzeszy we wsi i okolicy.
W latach 1954–1959 wieś należała i była siedzibą władz gromady Łubno Szlacheckie, po jej zniesieniu w gromadzie Glinik Polski. W latach 1975–1998 miejscowość administracyjnie należała do województwa krośnieńskiego.
W Łubnie Szlacheckim znajduje się zabytkowy zespół dworski, nr rej.: A-173 z 6.11.2006, obejmujący dwór (1 poł. XIX) oraz park ze stawami i groblą (2 poł. XVII – XIX).